# 赶兔
赶兔（?—?），音译为噶勒图（羅馬化：Galt），孛儿只斤氏。 16世纪蒙古右翼土默特部領主，俺答汗之孙，辛爱黄台吉之子，一说为《三云筹俎考》等书里面的安兔。
赶兔的父母离异后，随母亲离开河套，移居今河北省丰宁县一带的满套儿，因近邻蓟镇边塞，被明朝称作“蓟门属夷”。时常和明军发生冲突。万历十二年（1584年）至万历十三年（1585年），向明朝边将要求增加赏赐，没有得逞，于是率军袭击明军。万历二十三年（1595年），他和部属倒布率领千余骑分兵三路攻掠明朝边地，兵败退走。万历二十四年（1596年），他和倒布率领数百骑再次攻掠明朝边地，战争双方互有伤亡，最后明朝援军将他击走。其子温布（鄂木布楚琥尔）、乞炭亥，温布之子固穆被清朝封为土默特右翼旗固山贝子。